# Mugil gaimardianus
Mugil gaimardianus är en fiskart som beskrevs av Desmarest, 1831. Mugil gaimardianus ingår i släktet Mugil och familjen multfiskar. Inga underarter finns listade i Catalogue of Life.